# Chiavenna

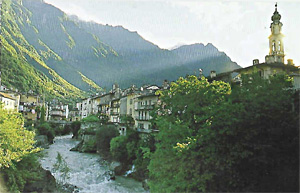
Chiavenna

Chiavenna (latină și retoromană: Clavenna; germană: Kleven sau Cleven) este un oraș cu 7.279 loc. (în 2009) situat în Lombardia, provincia Sondrio, Italia. Azi Chiavenna este vizitată în special datorită centrului său istoric cu hoteluri și restaurante.

## Demografia
Chiavenna - evoluția demografică

|  | Graficele sunt indisponibile din cauza unor probleme tehnice. Mai multe informații se găsesc la Phabricator și la wiki-ul MediaWiki. |

Date: Recensăminte sau birourile de statistică - grafică realizată de Wikipedia